# Rhynchophora (insecte)
Pour les articles homonymes, voir Rhynchophora.
Infra-ordre
Rhynchophora était le nom d'un infra-ordre d'insectes coléoptères rassemblant les Curculionidae. Rabaissé au rang de super-famille, il est aujourd'hui synonyme de Curculionoidea.